# أكاديمية هامبيرستون
أكاديمية همبرستون (سابقا تعرف ب كلية هامبرستون للرياضيات والحوسبة) هي مدرسة ثانوية أكاديمية تحت منظمة صندوق ديفيد روس التعليمي و مقرها في همبرستون (بالقرب من غريمسبي) ، شمال شرق لينكولنشاير ، إنجلترا.

## القبول
لا يوجد في المدرسة سنة تحضيرية مؤهلة لدخول الجامعة . تقع المدرسة في شارع هامبيرستون(B1219 - قبالة A1031) غرب هامبيرستون . إلى الغرب على طول B1219 توجد أكاديمية تولبار ، وتقع المدرسة على بعد أقل من ميل واحد شمال لينكولنشاير (شرق ليندسي - تيتي وهولتون لو كلاي ، التي تضم مدارس لتعليم اللغة اللاتينية . يقع نادي همبرستون كونتري كلوب للغولف غرب المدرسة .

## تاريخ
افتتحت المدرسة في عام 1977 تحت اسم مدرسة هامبرستون الشاملة.
كانت تدار من قبل لجنة التعليم هامبرسايد حتى عام 1996 ، ومقرها بيفرلي. و اكتسبت مكانة خاصة في عام 2006.
تم تخصيص المدرسة بوضعها ضمن أطر خاصة في كانون الثاني/يناير 2009 . و تغير اسم المدرسة من مدرسة همبرستون إلى كلية همبرستون للرياضيات والحوسبة في شهر سبتمبر من عام 2009
تحولت المدرسة إلى أكاديمية في عام 2011 وتم تغيير اسمها إلى أكاديمية همبرستون. المدرسة الآن تحت رعاية صندوق ديفيد روس التعليمي

## الاداء أكاديمي
حصلت المدرسة على المركز الثالث على مستوى شمال شرق لينكولنشاير وذلك في آخر موسم ل إختبارت شهادة الثانوية العامة البريطانية .

## أشهر تلاميذ المدرسة السابقين
- كيلي دونوفان ، مذيعة الطقس في بي بي سي
- ماكس رايت (لاعب كرة قدم إنجليزي) ، لاعب كرة القدم في غريمسبي تاون: ماكس رايت
- هاري كليفتون (لاعب كرة قدم ، مواليد 1998) ، لاعب كرة القدم في غريمسبي تاون: هاري كليفتون